# Космос-2480
Космос-2480 — российский разведывательный спутник типа Кобальт-М.

## Конструкция
Спутники Кобальт-М являются спутниками оптической разведки, со съёмкой изображения на плёнку и последующим её возвращением в двух капсулах. Разрешающая способность оптики до 30 см.

## Запуск
Старт ракеты-носителя «Союз-У» состоялся в 18:05 мск 17 мая 2012 г. с пусковой установки № 2 площадки № 16 космодрома Плесецк. Спустя две минуты ракета-носитель была взята на сопровождение средствами Главного испытательного космического центра имени Титова, а в 18:13 мск космический аппарат был выведен на целевую орбиту.

Спускаемая капсула была возвращена на Землю 24 сентября 2012 года.